# Rocco Steele
Rocco Steele (18 de julho de 1964) é um ator pornô e diretor de cinema americano, que trabalha no campo da pornografia gay.

## Biografia
Nascido e criado em Ohio junto a três irmãs. Nos anos 70, quando tinha doze anos, seus pais se divorciaram. Após sua formatura, mudou-se para Nova Iorque, antes de retornar a Ohio, onde estudou Direito. Antes de iniciar sua carreira como ator pornô, trabalhou por quatorze anos em escritórios de advocacia como assistente de pesquisa em marketing visual e desenvolvimento de produtos. Em 2012, ele decidiu deixar o emprego e trabalhar como modelo e guia.
Em 2014 inicia a carreira de ator pornográfico, ganhando em poucos anos como artista ativo prolífico. Steele é o arquétipo do pai, com tatuagens e figura dominante com seus parceiros, muito conhecido por seu pênis absurdamente avantajado. Trabalhou para os estúdios conhecidos como Lucas Entertainment, Raging Stallion, Tim Tales, Butch Dixon, Raw Fuck Club e Treasure Island Media. Na primavera de 2015, ele abriu seu estúdio de produção, Rocco Steele Studios.
Em 2016, ele ganhou o título de «Artista Gay do Ano» no XBIZ Awards, e no ano seguinte ganhou o prêmio de «Melhor Ator» no Grabby Awards.
Steele é guei. Em uma entrevista, ele admitiu ser portador do vírus HIV. Em sua juventude, ele teve problemas com álcool e drogas, dos quais foi completamente libertado em 1998.

## Reconhecimentos
| Ano  | Prêmio                      | Categoria                               | Filme                                  | Resultado |
| ---- | --------------------------- | --------------------------------------- | -------------------------------------- | --------- |
| 2015 | International Escort Awards | Mr. International Escort                | —                                      | Venceu    |
| 2015 | International Escort Awards | Best Cock                               | —                                      | Venceu    |
| 2015 | Grabby Awards               | Hottest Cock                            | —                                      | Venceu    |
| 2015 | Grabby Awards               | Suirt.org Fan Favorite                  | —                                      | Venceu    |
| 2015 | Grabby Awards               | Best Group                              | "Guard Patrol"                         | Venceu    |
| 2016 | XBIZ Awards                 | Gay Performer of the Year               | —                                      | Venceu    |
| 2016 | Grabby Awards               | Hottest Top                             | —                                      | Venceu    |
| 2016 | Grabby Awards               | Best Duo                                | —                                      | Venceu    |
| 2016 | Prowler Porn Awards         | Best International Porn Star            | —                                      | Indicado  |
| 2017 | Prowler Porn Awards         | Best International Porn Star            | —                                      | Venceu    |
| 2017 | Grabby Awards               | Best Actor                              | "Secrets & Lies"                       | Venceu    |
| 2018 | Grabby Awards               | Squirt.org Fan Favorite                 | —                                      | Venceu    |
| 2018 | Prowler Porn Awards         | Best International Porn Star            | —                                      | Indicado  |
| 2019 | Grabby Awards               | Hottest Top                             | —                                      | Indicado  |
| 2019 | Grabby Awards               | Hottest Cock                            | —                                      | Indicado  |
| 2019 | Grabby Awards               | Squirt.org Fan Favorite                 | —                                      | Venceu    |
| 2019 | Grabby Awards               | Best Director Movie/Web Series          | "Rocco Steele's Urban Legend 2"        | Indicado  |
| 2019 | Grabby Awards               | Best Movie/Web Series                   | "Rocco Steele's Urban Legend 2"        | Indicado  |
| 2019 | Grabby Awards               | Best Director All Sex                   | "Rocco Steele's Spring Broke"          | Indicado  |
| 2019 | GayVN Award                 | Best Director – Non-Feature             | "Rocco Steele's Spring Broke"          | Indicado  |
| 2019 | GayVN Award                 | Best Director – Feature                 | "Rocco Steele's Urban Legend 2"        | Indicado  |
| 2019 | GayVN Award                 | Best Feature                            | "Rocco Steele's Urban Legend 2"        | Indicado  |
| 2019 | Prowler Porn Awards         | Best International Porn Star            | —                                      | Indicado  |
| 2020 | GayVN Awards                | Best Director - Feature                 | "Rocco Steele’s Cell Block D"          | Indicado  |
| 2020 | GayVN Awards                | Best Group Sex Scene                    | "Rocco Steele’s Cell Block D"          | Indicado  |
| 2020 | GayVN Awards                | Best Director - Non-Feature             | "Father and Son Secrets"               | Indicado  |
| 2020 | GayVN Awards                | Favorite Top                            | —                                      | Indicado  |
| 2020 | GayVN Awards                | Favorite Daddy                          | —                                      | Venceu    |
| 2020 | Cybersocket Awards          | Best Director                           | —                                      | Indicado  |
| 2020 | Cybersocket Awards          | JustFor.Fans Model of the Year          | —                                      | Indicado  |
| 2020 | Raven's Eden Awards         | Best Actor (Top)                        | —                                      | Indicado  |
| 2020 | Raven's Eden Awards         | Best Bareback Performer                 | —                                      | Indicado  |
| 2020 | Raven's Eden Awards         | Best Fan Video                          | —                                      | Indicado  |
| 2020 | Raven's Eden Awards         | Best Cock                               | —                                      | Indicado  |
| 2020 | Raven's Eden Awards         | Performer Of The Year                   | —                                      | Indicado  |
| 2020 | Grabby Awards               | Hottest Top                             | —                                      | Indicado  |
| 2020 | Grabby Awards               | Best Group                              | "Rocco Steele’s Cell Block D"          | Indicado  |
| 2020 | Grabby Awards               | Best Director All Sex                   | "Father and Son Secrets"               | Indicado  |
| 2020 | Grabby Awards               | Best Supporting Actor                   | "Sexual Favors"                        | Indicado  |
| 2020 | Grabby Awards               | Justfor.fans Favorite Porn Star         | —                                      | Indicado  |
| 2021 | GayVN Awards                | Best Director - Non-Feature             | "Dad’s Bareback Collision Shop"        | Indicado  |
| 2021 | GayVN Awards                | Favorite Top                            | —                                      | Indicado  |
| 2021 | GayVN Awards                | Favorite Daddy                          | —                                      | Venceu    |
| 2021 | GayVN Awards                | Favorite Cock                           | —                                      | Indicado  |
| 2021 | Grabby Awards               | Hottest Top                             | —                                      | Pendente  |
| 2021 | Grabby Awards               | Hottest Cock                            | —                                      | Pendente  |
| 2021 | Grabby Awards               | Hottest Daddy                           | —                                      | Pendente  |
| 2021 | Grabby Awards               | Most Acomplished International Pornstar | —                                      | Pendente  |
| 2021 | Grabby Awards               | Best Director All-Sex                   | "Rocco Steele’s Barcelona Underground" | Pendente  |